# Dōsojin

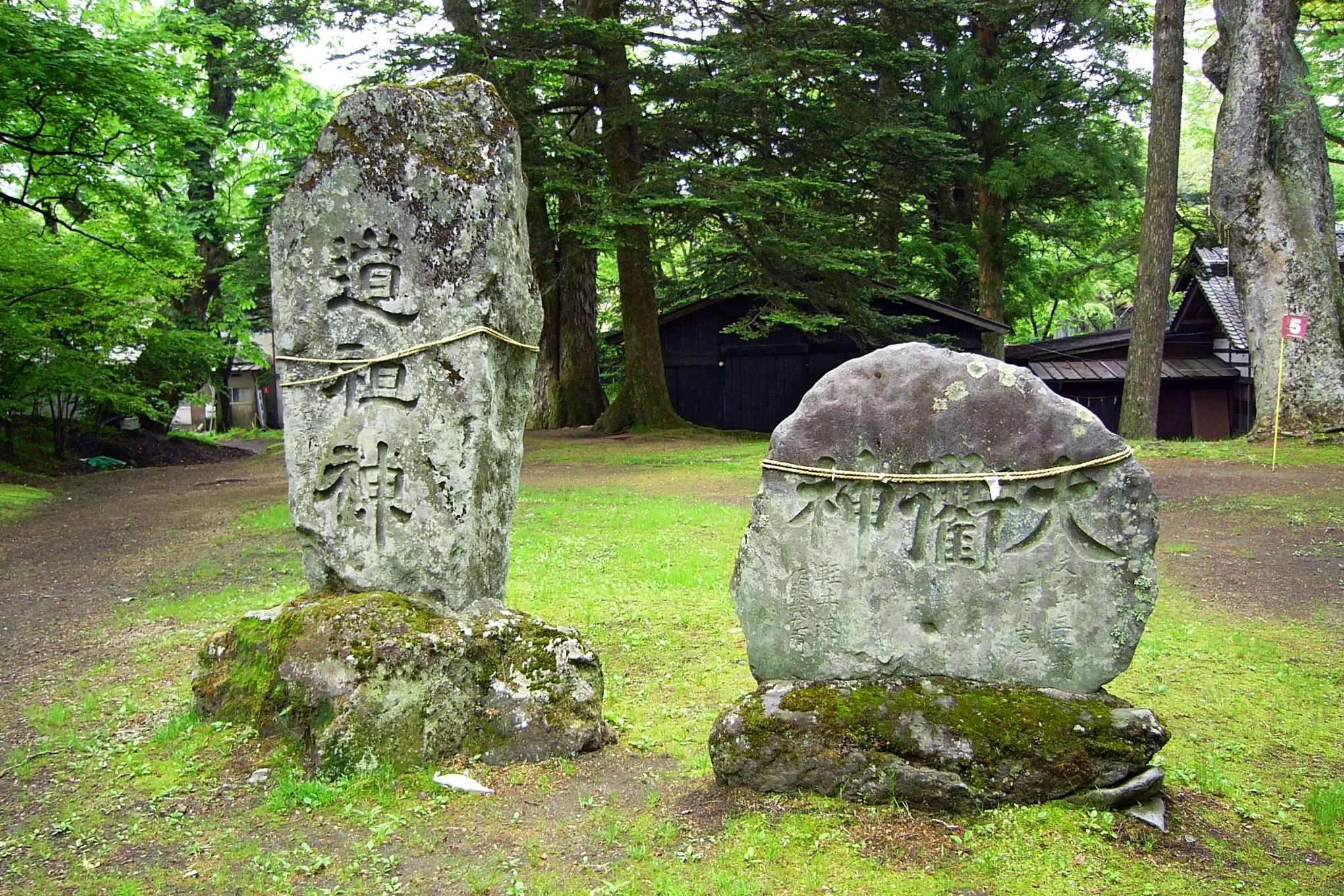
Dōsojin en Karuizawa (Nagano, Japón).

El Dosojin o dōsojin (道祖神?) es una deidad guardiana sintoista de Japón, popular en Kantō y áreas vecinas; dentro de la mitología japonesa está relacionado con los caminos, viajeros y con las relaciones comerciales locales. Aparentemente, es visto como un ser pequeño. Se le representa, frecuentemente, esculpido como una pareja felizmente casada.